# Gary Rossington
Gary Robert Rossington (4. prosince 1951 Jacksonville, Florida – 5. března 2023) byl americký kytarista, jeden ze zakládajících členů southern rockové skupiny Lynyrd Skynyrd. V roce 2015 utrpěl srdeční záchvat, kvůli čemuž skupina musela rušit koncerty. Byl také jeden ze zakládajících členů skupiny Rossington Collins Band, kterou na přelomu sedmdesátých a osmdesátých let vedl s dalším členem Lynyrd Skynyrd Allenem Collinsem. Doprovázeli je někteří další členové Lynyrd Skynyrd. Kapela vydala dvě studiová alba.